# Terrace Marshall Jr.
Terrace Marshall Jr. (Bossier City, 9 giugno 2000) è un giocatore di football americano statunitense che milita nel ruolo di wide receiver per i Philadelphia Eagles della National Football League (NFL).

## Carriera

### Carolina Panthers
Marshall al college giocò a football a LSU. Fu scelto nel corso del secondo giro (59º assoluto) del Draft NFL 2021 dai Carolina Panthers. Debuttò come professionista scendendo in campo nella gara del primo turno contro i New York Jets ricevendo 3 passaggi per 26 yard dal quarterback Sam Darnold. La sua stagione da rookie si chiuse con 17 ricezioni per 138 yard in 13 presenze, 3 delle quali come titolare.
Nella settimana 9 della stagione 2022, Marshall segnò il suo primo touchdown su una ricezione da 21 yard nella sconfitta per 42–21 contro i Cincinnati Bengals. La sua stagione si chiuse con 28 ricezioni per 490 e una marcatura in 14 partite.
Nella stagione 2023 le sue cifre scesero a 19 ricezioni per 139 yard e nessun touchdown in 9 presenze.
Il 27 agosto 2024 fu svincolato.

### San Francisco 49ers
Il 29 agosto 2024 Marshall firmò con la squadra di allenamento dei San Francisco 49ers. Il 15 ottobre 2024 fu svincolato.

### Las Vegas Raiders
Il 22 ottobre 2024 firmò per la squadra di allenamento dei Las Vegas Raiders. Fu elevato nel roster attivo per la gara dell'undicesimo turno contro i Miami Dolphins, partita in cui giocò sette snap in attacco senza fare ricezioni. Il 28 novembre fu promosso nel roster attivo. In stagione fece sette presenze, di cui una coma titolare, con 3 ricezioni per 41 yard e nessun touchdown.

### Philadelphia Eagles
L'11 aprile 2025 firmò da free agent un contratto annuale con i Philadelphia Eagles.

## Statistiche

### Stagione regolare
| Stagione | Stagione | Stagione | Stagione | Ricezioni | Ricezioni | Ricezioni | Ricezioni | Ricezioni |     | Fumble | Fumble |
| Anno     | Squadra  | P        | PT       | Ricezioni | Ricezioni | Ricezioni | Ricezioni | Ricezioni |     | Fumble | Fumble |
| Anno     | Squadra  | P        | PT       | Ric       | Yard      | Media     | Max       | TD        | Fmb | Persi  |        |
| -------- | -------- | -------- | -------- | --------- | --------- | --------- | --------- | --------- | --- | ------ | ------ |
| 2021     | CAR      | 13       | 3        | 17        | 138       | 8,1       | 23        | 0         | 0   | 0      |        |
| 2022     | CAR      | 14       | 9        | 28        | 490       | 17,5      | 43        | 1         | 2   | 0      |        |
| 2023     | CAR      | 9        | 4        | 19        | 139       | 7,3       | 14        | 0         | 1   | 0      |        |
| 2024     | LV       | 7        | 1        | 3         | 41        | 13,7      | 28        | 0         | 0   | 0      |        |
| Totale   | Totale   | 43       | 17       | 67        | 808       | 12,6      | 43        | 1         | 3   | 0      |        |

Fonte: Football Database - In grassetto i record personali in carriera - Statistiche alla stagione 2024.